# Małgorzata Tarasiewicz
Małgorzata Maria Tarasiewicz (ur. 11 sierpnia 1960 w Sopocie) – polska działaczka społeczna, polityk, aktywistka feministyczna. Od 2000 jest dyrektorką polskiego oddziału Stowarzyszenia NEWW (Network of East-West Women).

## Aktywności i funkcje
- 1986–1989: działaczka Ruchu Wolność i Pokój
- 1987: ukończyła politologię i anglistykę w Gdańsku
- 1989–15 marca 1991: koordynatorka Komisji Kobiet NSZZ „Solidarność”[2][3]
- 1991–1995: prezeska polskiego oddziału Amnesty International
- 1996–1997: koordynatorka biura oddziału NEWW (Network of East-West Women) w Nowym Jorku
- 1997–1999: koordynatorka projektu Amnesty International, którego celem było ustanowienie Międzynarodowego Trybunału Karnego
- wrzesień 2003–marzec 2005: członkini Rady Krajowej partii Zieloni 2004
- od 2005 kilkakrotnie zasiadała w zarządzie Europejskiego Lobby Kobiet (European Women's Lobby) obecnie pełni funkcję prezesa Fundacji Network of East-West Women, NEWW-Polska.

## Inne
Jest jedną z bohaterek spektaklu Sprawa operacyjnego rozpoznania, którego premiera odbyła się 27 sierpnia 2011 w Teatrze Wybrzeże. W 2013 odznaczona Krzyżem Wolności i Solidarności, a w 2020 Krzyżem Komandorskim Orderu Odrodzenia Polski (który odebrała w 2022).
W wyborach samorządowych w 2014 była bezpartyjną kandydatką na prezydenta Sopotu z ramienia komitetu Mieszkańcy dla Sopotu, zajmując, 4. (ostatnie) miejsce. W wyborach w 2018 z tym samym rezultatem ponownie startowała z ramienia MdS.